# Alen Halilović (1996)
Alen Halilović (18. červen 1996, Dubrovník, Chorvatsko) je chorvatský fotbalový záložník a reprezentant, který hraje za nizozemský klub Fortuna Sittard.

## Klubová kariéra
Ve svých 16 letech se stal nejmladším debutantem 1. chorvatské fotbalové ligy a také nejmladším střelcem gólu. V létě 2014 přestoupil do FC Barcelona, kde se začlenil do rezervního týmu.
V srpnu 2015 odešel na hostování do jiného španělského klubu Sporting Gijón.
V roce 2016 byl prodán do německého klubu Hamburger SV, jenže v něm se do základní sestavy neprobojoval a byl tak poslán na hostování do Las Palmas. Po návratu z hostování odešel do AC Milán. I zde si však moc nezahrál a z Milána odešel rovněž hostovat.

## Reprezentační kariéra
Působil v chorvatských mládežnických kategoriích. V A-týmu Chorvatska debutoval 10. června 2013 v přátelském zápase proti Portugalsku (porážka 0:1).

## Přestupy
- z Dinamo Záhřeb do FC Barcelona za 5 000 000 Euro
- z Dinamo Záhřeb do Hamburger SV za 5 000 000 Euro
- z Hamburger SV do UD Las Palmas za 500 000 Euro (hostování)
- z Hamburger SV do AC Milán zadarmo
- z AC Milán do Standard Lutych za 600 000 Euro (hostování)
- z AC Milán do Birmingham City FC zadarmo

## Statistiky
| Sezóna                  | Klub                    | Liga                    | Liga   | Liga | Domácí poháry | Domácí poháry | Domácí poháry | Kontinentální poháry | Kontinentální poháry | Kontinentální poháry | Celkem | Celkem |
| Sezóna                  | Klub                    | Soutěž                  | Zápasy | Góly | Soutěž        | Zápasy        | Góly          | Soutěž               | Zápasy               | Góly                 | Zápasy | Góly   |
| ----------------------- | ----------------------- | ----------------------- | ------ | ---- | ------------- | ------------- | ------------- | -------------------- | -------------------- | -------------------- | ------ | ------ |
| 2012/13                 | Dinamo Záhřeb           | 1.HNL                   | 18     | 2    | ChP           | 0             | 0             | LM                   | 3                    | 0                    | 21     | 2      |
| 2013/14                 | Dinamo Záhřeb           | 1.HNL                   | 26     | 5    | ChP+ChS       | 6+1           | 1+0           | LM+EL                | 3+5                  | 0                    | 41     | 6      |
| Celkem za Dinamo Záhřeb | Celkem za Dinamo Záhřeb | Celkem za Dinamo Záhřeb | 44     | 7    | -             | 7             | 1             | -                    | 11                   | 0                    | 62     | 8      |
| 2014/15                 | Barcelona B             | Segunda División        | 30     | 4    | -             | 0             | 0             | -                    | 0                    | 0                    | 30     | 4      |
| 2015                    | Barcelona               | Primera División        | 0      | 0    | ŠP            | 1             | 0             | LM                   | 0                    | 0                    | 1      | 0      |
| 2015/16                 | Sporting Gijón          | Primera División        | 36     | 3    | ŠP            | 1             | 2             | -                    | 0                    | 0                    | 37     | 5      |
| 2016/17                 | Hamburger               | Bundesliga              | 6      | 0    | NP            | 1             | 1             | -                    | 0                    | 0                    | 7      | 1      |
| 2017                    | Las Palmas              | Primera División        | 18     | 0    | ŠP            | 0             | 0             | -                    | 0                    | 0                    | 18     | 0      |
| 2017/18                 | Las Palmas              | Primera División        | 20     | 2    | ŠP            | 1             | 0             | -                    | 0                    | 0                    | 21     | 2      |
| Celkem za Las Palmas    | Celkem za Las Palmas    | Celkem za Las Palmas    | 38     | 2    | -             | 1             | 0             | -                    | 0                    | 0                    | 39     | 2      |
| 2018/19                 | Milán                   | Serie A                 | 0      | 0    | IP+IS         | 0+0           | 0             | EL                   | 3                    | 0                    | 3      | 0      |
| 2019                    | Standard Lutych         | Pro League              | 14     | 0    | BP            | 0             | 0             | EL                   | 0                    | 0                    | 14     | 0      |
| 2019/20                 | Heerenveen              | Eredivisie              | 17     | 1    | NP            | 3             | 0             | -                    | 0                    | 0                    | 20     | 1      |
| 2020/21                 | Birmingham City         | Championship            | 17     | 1    | AP            | 0             | 0             | -                    | 0                    | 0                    | 17     | 1      |
| 2021/22                 | Reading                 | Championship            | 11     | 1    | AP            | 1             | 0             | -                    | 0                    | 0                    | 12     | 1      |
| 2022/23                 | Rijeka                  | 1.HNL                   | 8      | 1    | ChP           | 1             | 0             | EKP                  | 2                    | 0                    | 11     | 1      |
| 2023/24                 | Fortuna Sittard         | Eredivisie              | 31     | 4    | NP            | 3             | 1             | -                    | 0                    | 0                    | 34     | 5      |
| Celkově                 | Celkově                 | Celkově                 | 252    | 24   | -             | 19            | 5             | -                    | 16                   | 0                    | 287    | 29     |

## Úspěchy

### Klubové
- 2× vítěz chorvatské ligy (2012/13, 2013/14)
- 1× vítěz španělské ligy (2014/15)
- 1× vítěz španělského poháru (2014/15)
- 1× vítěz chorvatského superpoháru (2013)
- 1× vítěz ligy mistrů UEFA (2014/15)
- 1× vítěz evropského superpoháru (2015)

### Reprezentační
- 1× na ME 21 (2019)